# Интерконтинентални куп 1969. (фудбал)
Интерконтинентални куп 1969. је био двомеч који се играо између шампиона Европског купа 1968–69 Милана и победника Копа либертадорес 1969 Естудијантес де Ла Плате. Ово је било 10. такмичење по реду.
Прва утакмица је одиграна на Сан Сиру у Милану, 8. октобра 1969. Милан је победио на домаћем терену резултатом 3–0. Реванш је одржан 22. октобра у Ла Бомбонери у Буенос Ајресу. Упркос поразу од 2:1, Милан је освојио титулу у укупном количнику постигнутих голова.

## Квалификоване екипе
| Конфедерација | Тим          | Квалификација                           | Учешће |
| ------------- | ------------ | --------------------------------------- | ------ |
| Конмебол      | Естудијантес | Копа либертадорес 1969. шампион         | 2ª     |
| УЕФА          | Милан        | Куп европских шампиона 1968/69. шампион | 2ª     |

## Насиље на терену
Између осталог, окршај је постао чувен због насилног понашања на терену и прљаве тактике коју су применили Естудијантесови играчи у реванш утакмици на стадиону Ла Бонбонера.
Фудбалери Естудијантеса су од почетка користили насиље, а Алберто Полети и Рамон Агире Суарез су бацали лопте групи играча Милана који су вежбали на терену пре меча. Док је утакмица већ била у току, Едуардо Манера је гурнуо голмана Фабија Кудичинија, а затим је угризао Саула Малатрасија. Агире Суарез (један од најнасилнијих играча) повредио је Нестора Комбина и Пјерина Пратија, иако није био искључен до још једне, наредне, насилне акције, овог пута против Ђанија Ривере.
После утакмице у којој су два италијанска играча тешко нападнута, догађаји су се претворили у нестварно када је аргентинска полиција ухапсила нападача Милана Нестора Комбина због избегавања драфта (Кобин је рођен у Аргентини, али је представљао Француску на међународном нивоу, након што се преселио у Европу због своје професионалне каријере). Утакмица је имала непосредне политичке последице, делом због аргентинске кандидатуре за Светско првенство 1978. Многи играчи тима су ухапшени, а голман Алберто Полети, који је ударио плејмејкера „златног дечака“ Милана Ђанија Риверу, шутнуо је Комбина и сукобио се са навијачима добио је доживотну забрану играња. Рамон Суарез, који је сломио нос Комбину, суспендован је из међународних утакмица на пет година. Утакмица је делимично узрок и за каснији бојкот турнира од стране европских тимова.
| „                                                                                            | Не, Естудијантесу... то није била мушкост, није био темперамент, није био дух... ово је била извињење за бруталност и лудило... ово нас је све осрамотило и одговорни треба да се стиде. Ако заиста желимо да наставимо да верујемо у нешто у будућности, почнимо тако што ћемо одбацити ову несрећну епизоду. | ” |
| — Новинар Хулио Сезар Пасквато окривљује играче Естудијантеса за насиље над њиховим ривалима | |   |

## Утакмице

### Детаљи прве утакмице
| Милан                        | 3–0      | Естудијантес |
| ---------------------------- | -------- | ------------ |
| Сормани 8’, 71’ · Комбин 45’ | Извештај |              |

| Милан | Естудијантес |

|                  |  |                      |  |     |
|                  |  |                      |  |     |
| GK               |  | Фабио Кудучини       |  |     |
| DF               |  | Саул Малатраси       |  |     |
| DF               |  | Анђело Анкилети      |  |     |
| DF               |  | Роберто Росато       |  |     |
| DF               |  | Карл Хајнц Шнелингер |  |     |
| MF               |  | Ђовани Лодети        |  |     |
| MF               |  | Ђани Ривера (c)      |  |     |
| MF               |  | Романо Фољи          |  |     |
| FW               |  | Анђело Сормани       |  |     |
| FW               |  | Нестор Комбин        |  | 65’ |
| FW               |  | Пјерино Прати        |  |     |
| Резервни играчи: |  |                      |  |     |
| MF               |  | Ђорђо Роњони         |  | 65’ |
| Менаџер:         |  |                      |  |     |
| Нерео Роко       |  |                      |  |     |

|                   |  |                     |  |     |
|                   |  |                     |  |     |
| GK                |  | Алберто Хозе Полети |  |     |
| DF                |  | Рамон Агире Суарез  |  |     |
| DF                |  | Хосе Уго Медина     |  |     |
| DF                |  | Раул Орацио Мадеро  |  |     |
| DF                |  | Оскар Малбернат (c) |  |     |
| MF                |  | Карлос Билардо      |  |     |
| MF                |  | Нестор Тоњери       |  |     |
| MF                |  | Хуан Мигел Ечекопар |  | 60’ |
| MF                |  | Едуардо Флорес      |  |     |
| FW                |  | Маркос Кониљаро     |  |     |
| FW                |  | Хуан Рамон Верон    |  |     |
| Резервни играчи:  |  |                     |  |     |
| MF                |  | Фелипе Рибаудо      |  | 60’ |
| Менаџер:          |  |                     |  |     |
| Освалдо Субелдија |  |                     |  |     |

### Детаљи друге утакмице
| Естудијантес                    | 2–1      | Милан      |
| ------------------------------- | -------- | ---------- |
| Кониљаро 43’ · Агире Суарез 44’ | Извештај | Ривера 30’ |

| Естудијантес | Милан |

|                   |  |                      |  |     |
|                   |  |                      |  |     |
| GK                |  | Алберто Хозе Полети  |  |     |
| DF                |  | Едуардо Лујан Манера |  |     |
| DF                |  | Рамон Агире Суарез   |  |     |
| DF                |  | Раул Орацио Мадеро   |  |     |
| DF                |  | Оскар Малбернат (c)  |  |     |
| MF                |  | Карлос Билардо       |  | 55’ |
| MF                |  | Данијел Ромео        |  |     |
| MF                |  | Нестор Тоњери        |  |     |
| FW                |  | Маркос Кониљаро      |  |     |
| MF                |  | Хуан Таверна         |  |     |
| FW                |  | Хуан Рамон Верон     |  |     |
| Резервни играчи:  |  |                      |  |     |
| MF                |  | Хуан Мигел Ечекопар  |  | 55’ |
| Менаџер:          |  |                      |  |     |
| Освалдо Субелдија |  |                      |  |     |

|                  |  |                      |  |     |
|                  |  |                      |  |     |
| GK               |  | Фабио Кудучини       |  |     |
| DF               |  | Саул Малатраси       |  | 54’ |
| DF               |  | Анђело Анкилети      |  |     |
| DF               |  | Роберто Росато       |  |     |
| DF               |  | Карл Хајнц Шнелингер |  |     |
| MF               |  | Ђовани Лодети        |  |     |
| MF               |  | Ђани Ривера (c)      |  |     |
| MF               |  | Романо Фољи          |  |     |
| FW               |  | Анђело Сормани       |  |     |
| FW               |  | Нестор Комбин        |  |     |
| FW               |  | Пјерино Прати        |  | 37’ |
| Резервни играчи: |  |                      |  |     |
| DF               |  | Луиђи Малдера        |  | 54’ |
| MF               |  | Ђорђо Роњони         |  | 37’ |
| Менаџер:         |  |                      |  |     |
| Нерео Роко       |  |                      |  |     |